# La Gomera

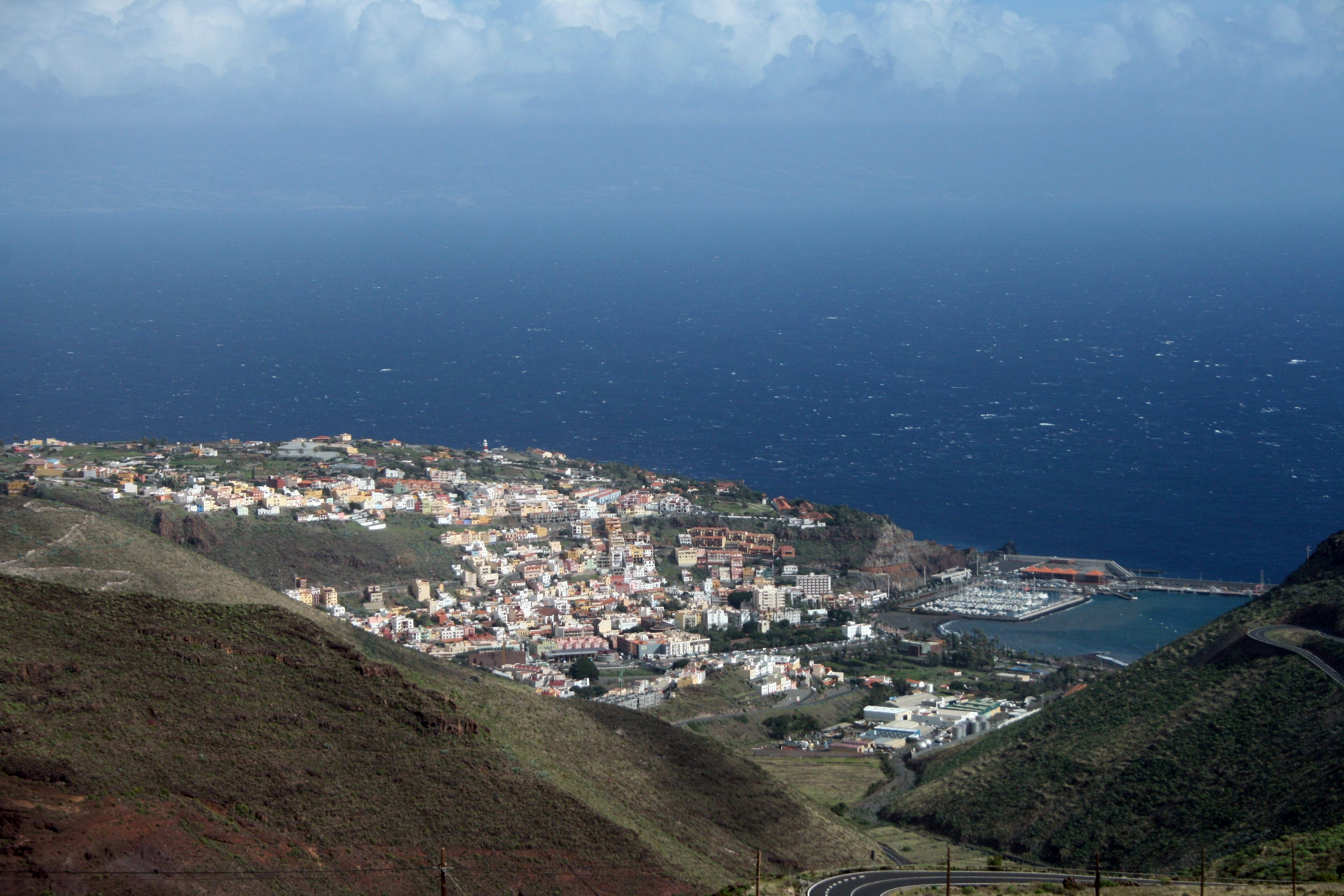
Blick aus dem Landesinneren auf die Hauptstadt San Sebastián de La Gomera

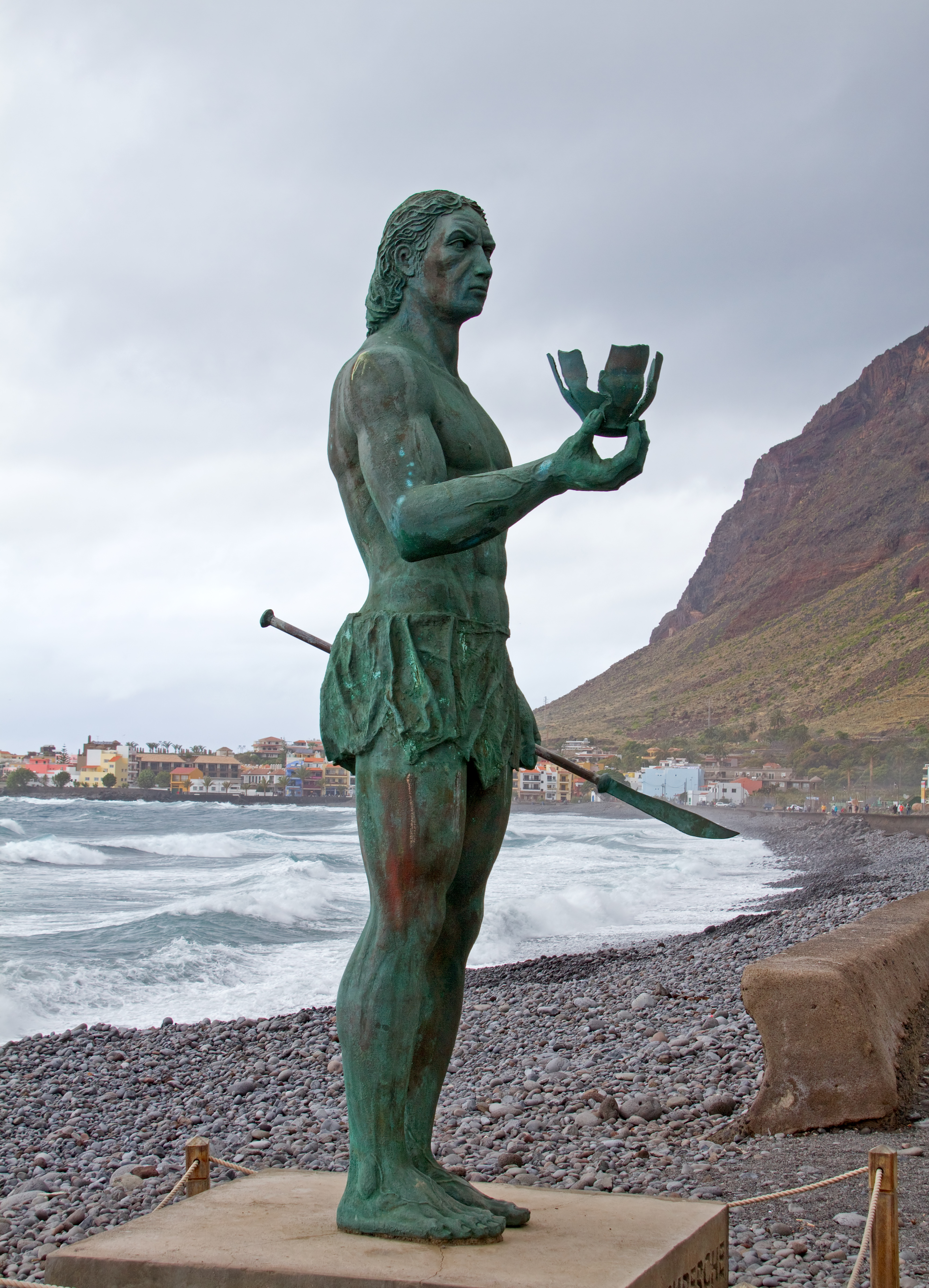
Statue des Rebellen Hautacuperche

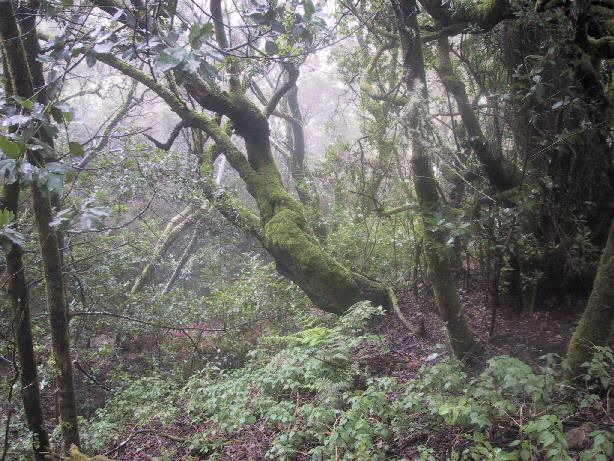
Lorbeerwald auf La Gomera

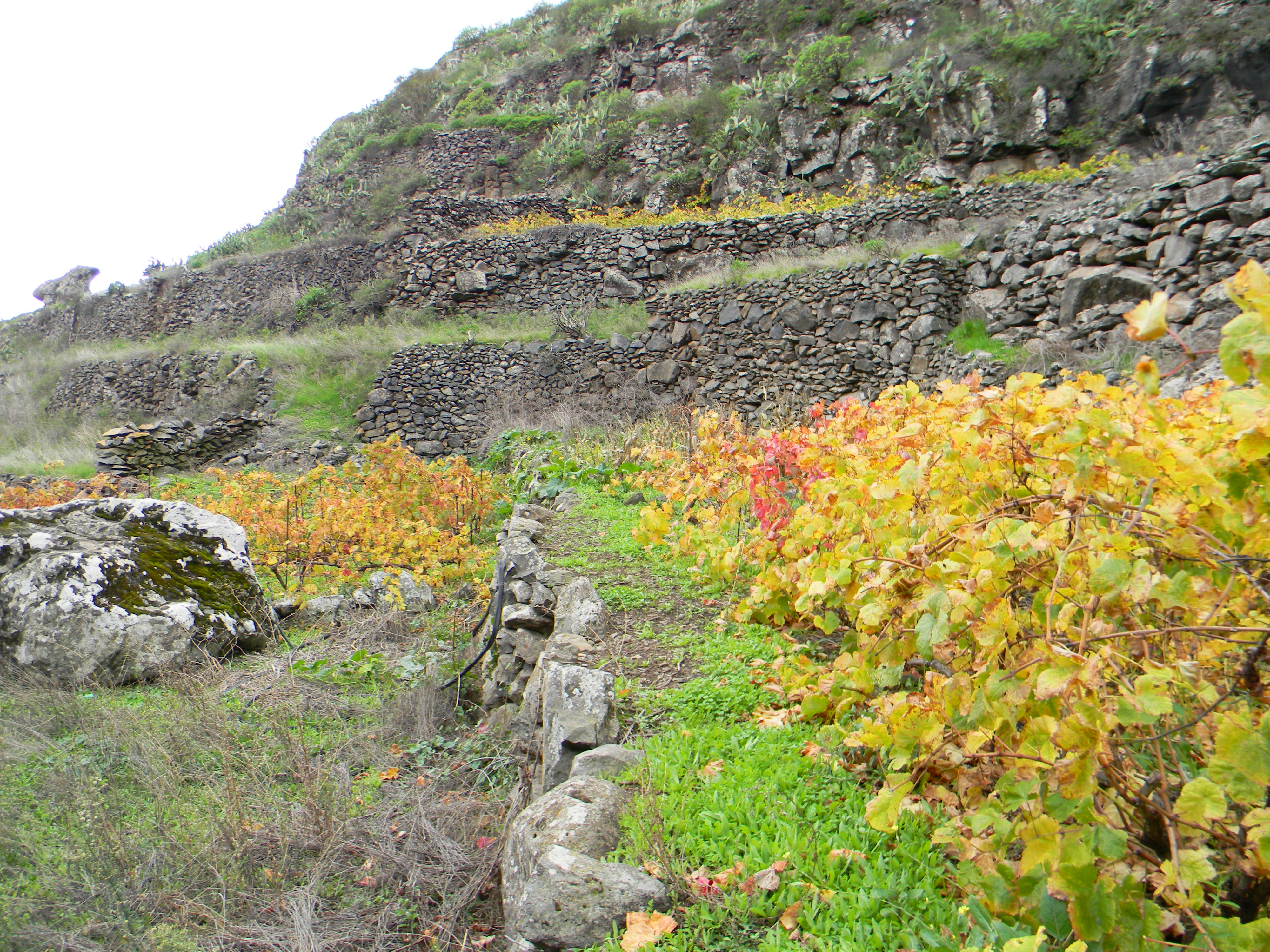
Weinanbau auf Terrassen mit Trockenmauern

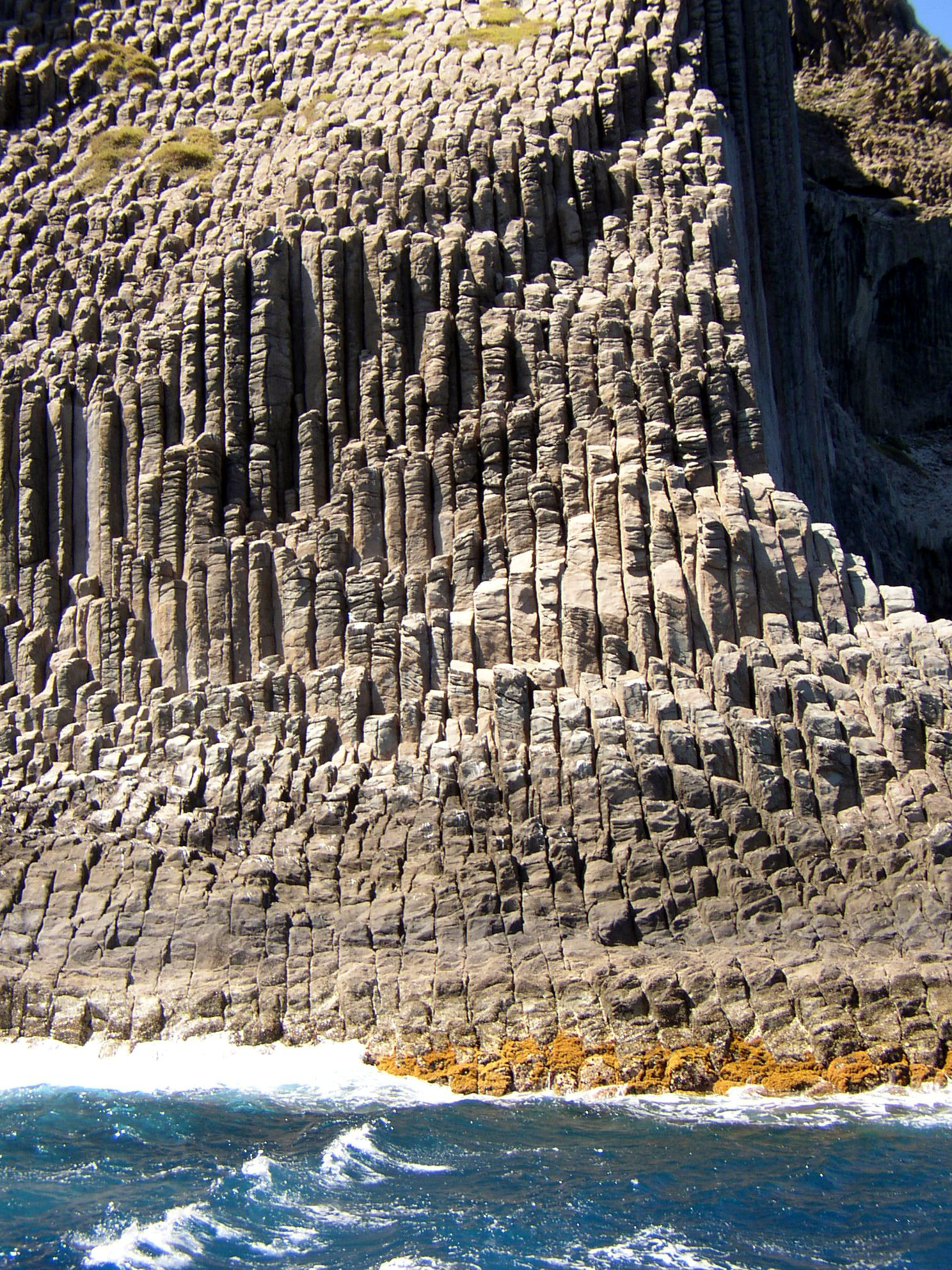
Los Órganos, freigewitterter Vulkanschlot. Die sechseckigen Säulen entstanden durch Risse beim Abkühlen der Lava.

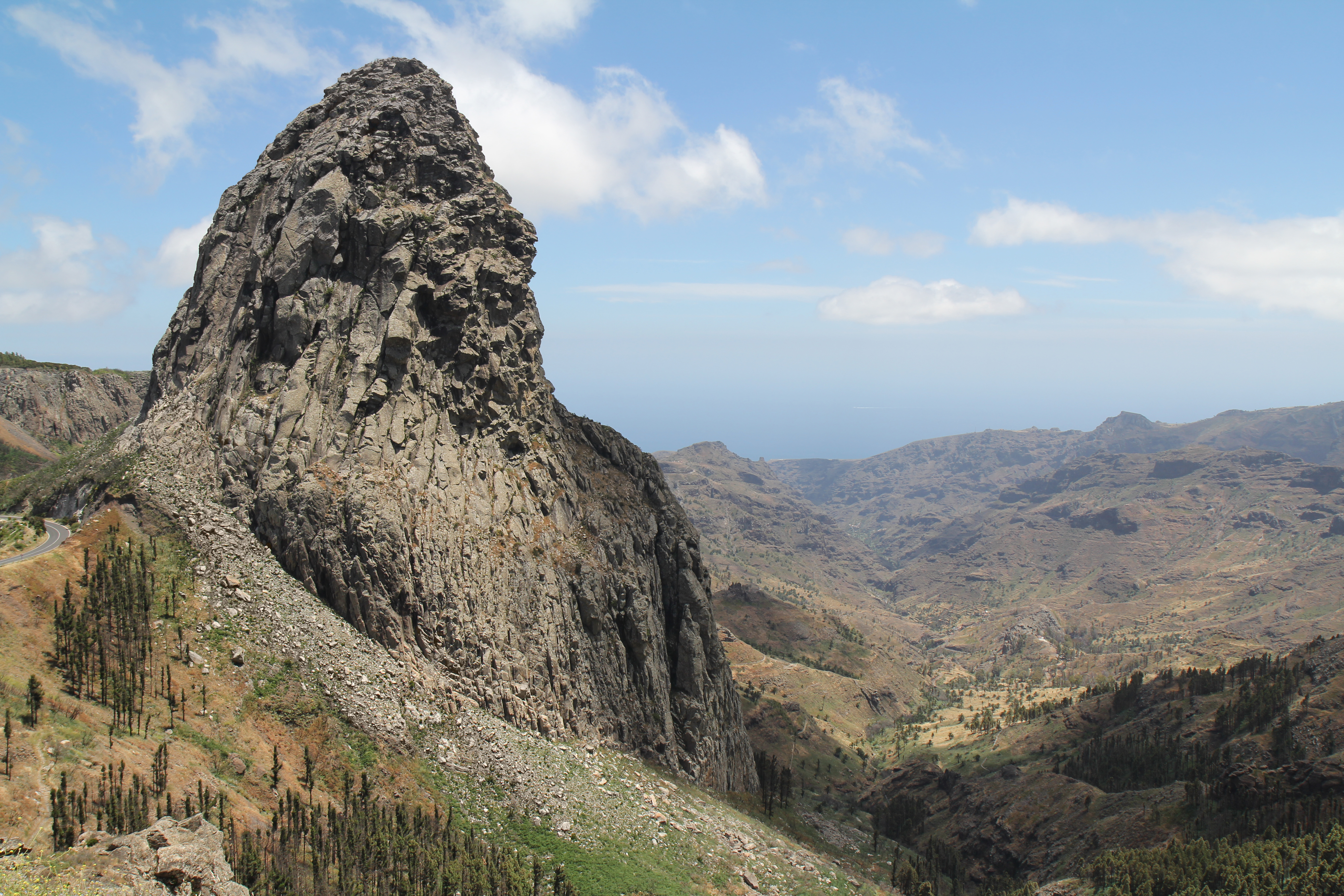
Der Roque de Agando

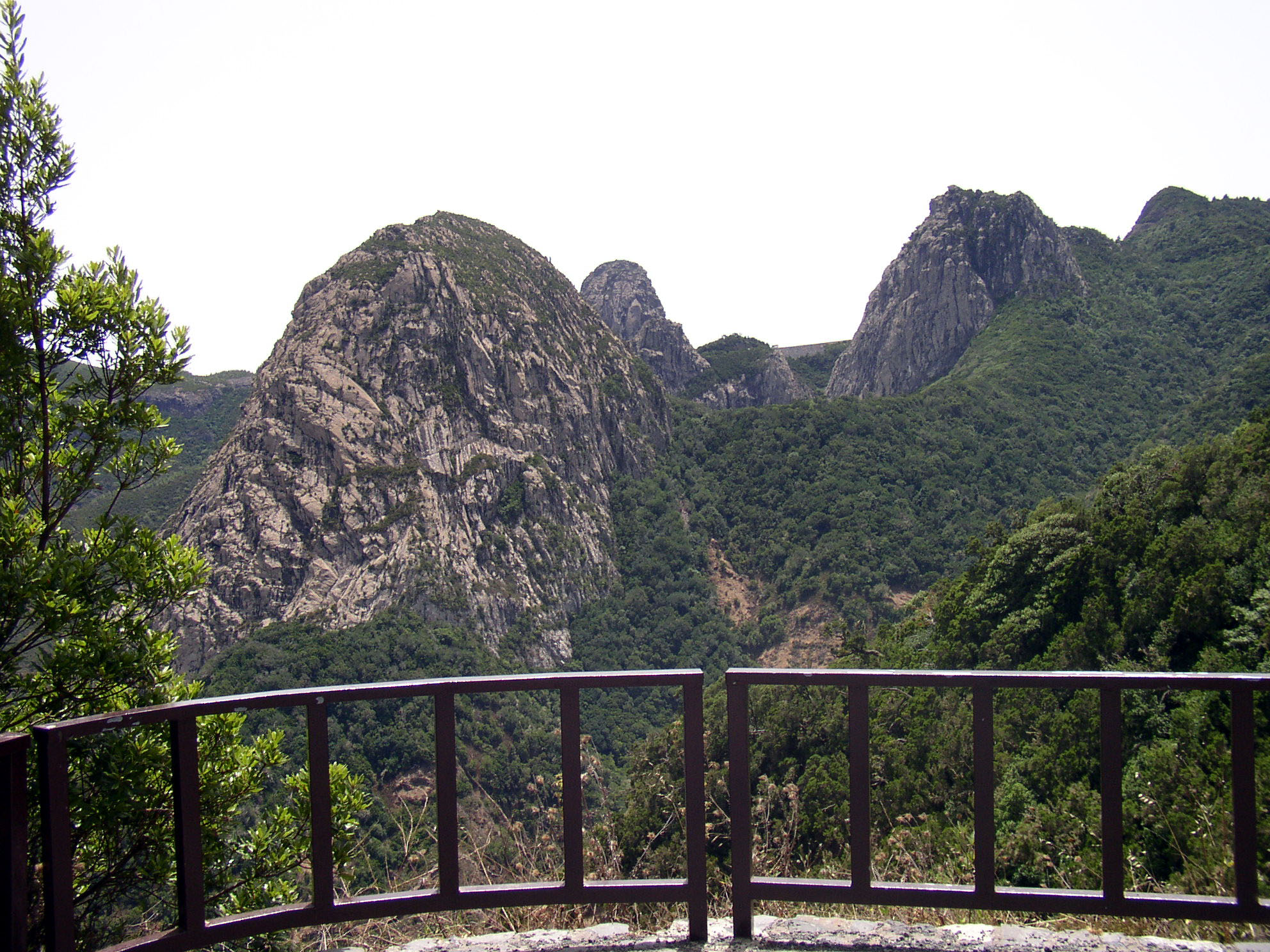
Freigewitterte Vulkanschlote im Zentrum der Insel

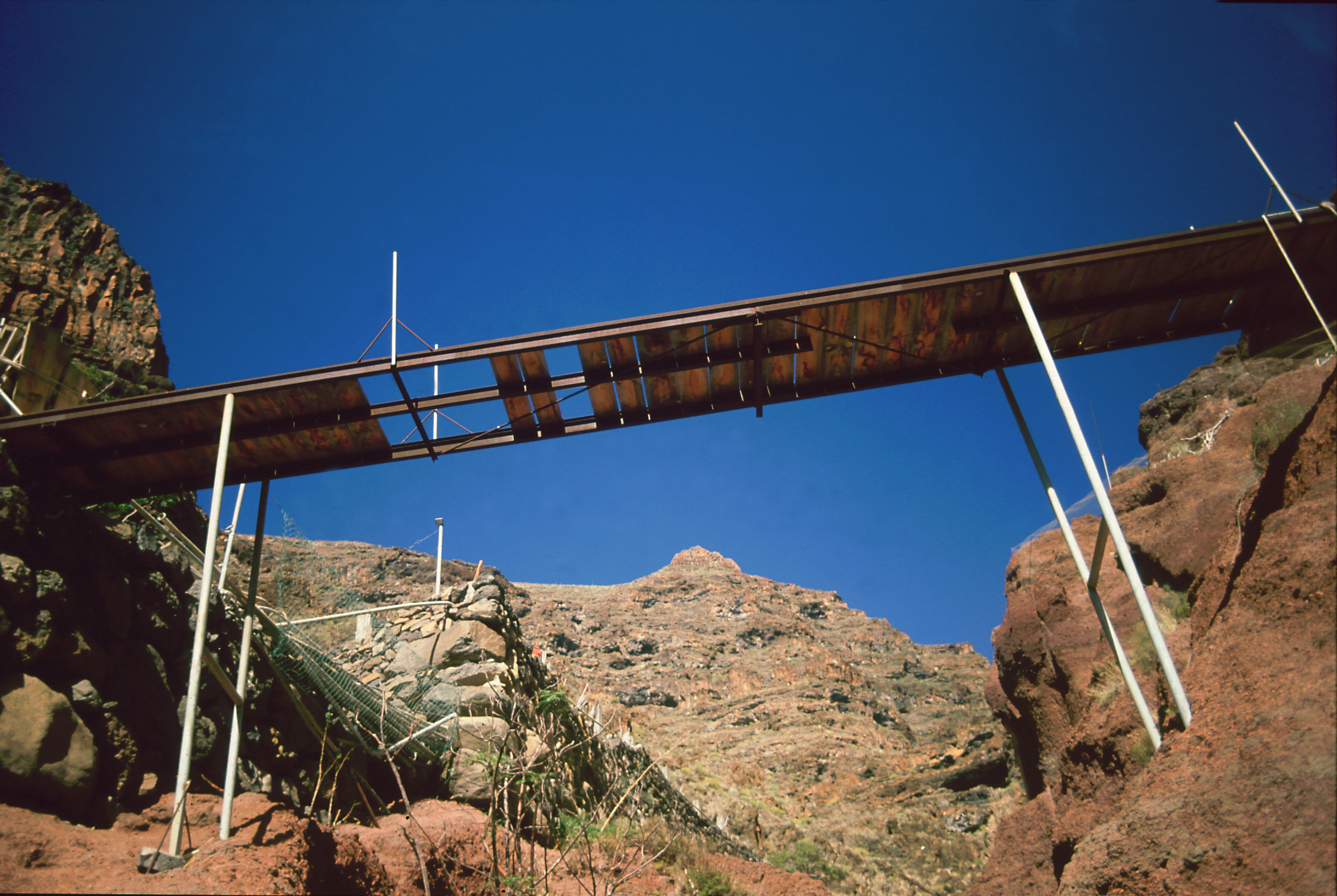
Felslandschaft bei Valle Gran Rey

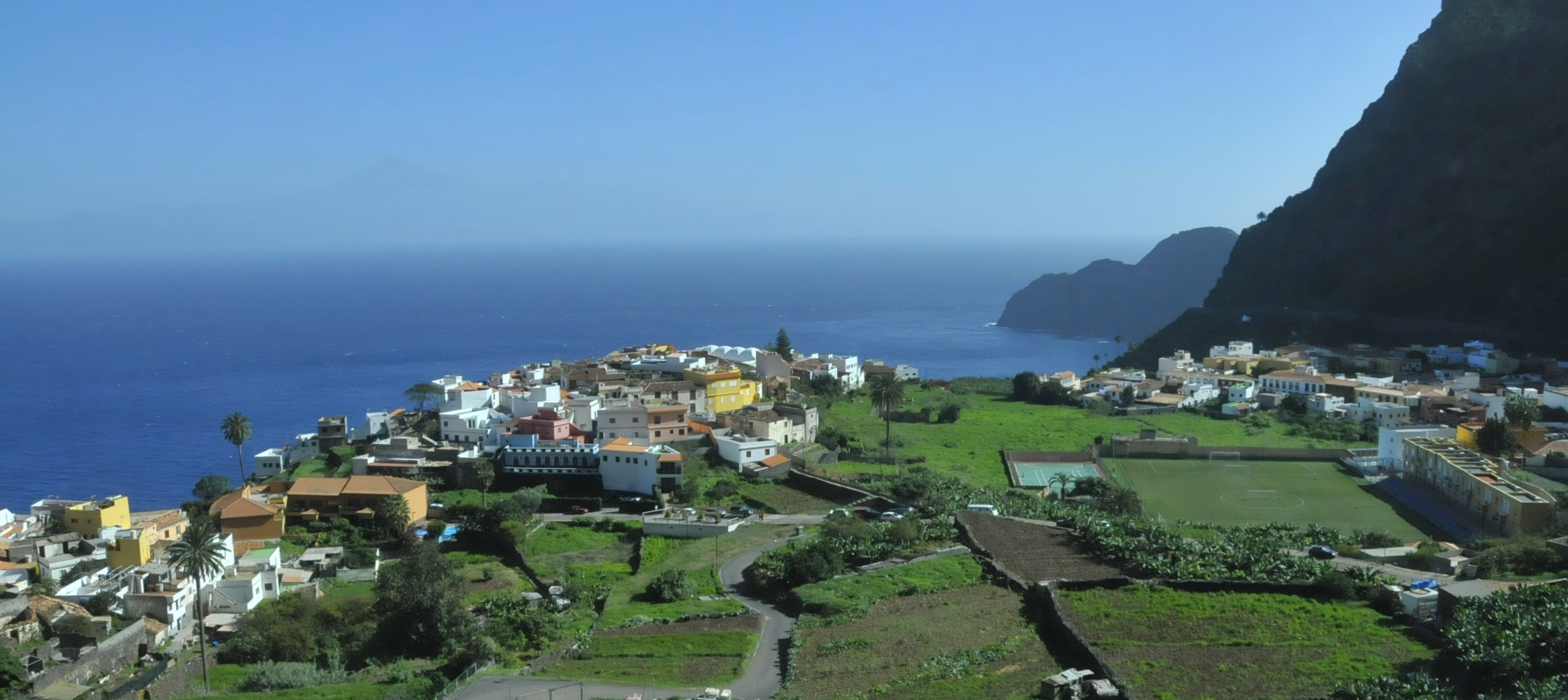
Agulo an der Nordküste

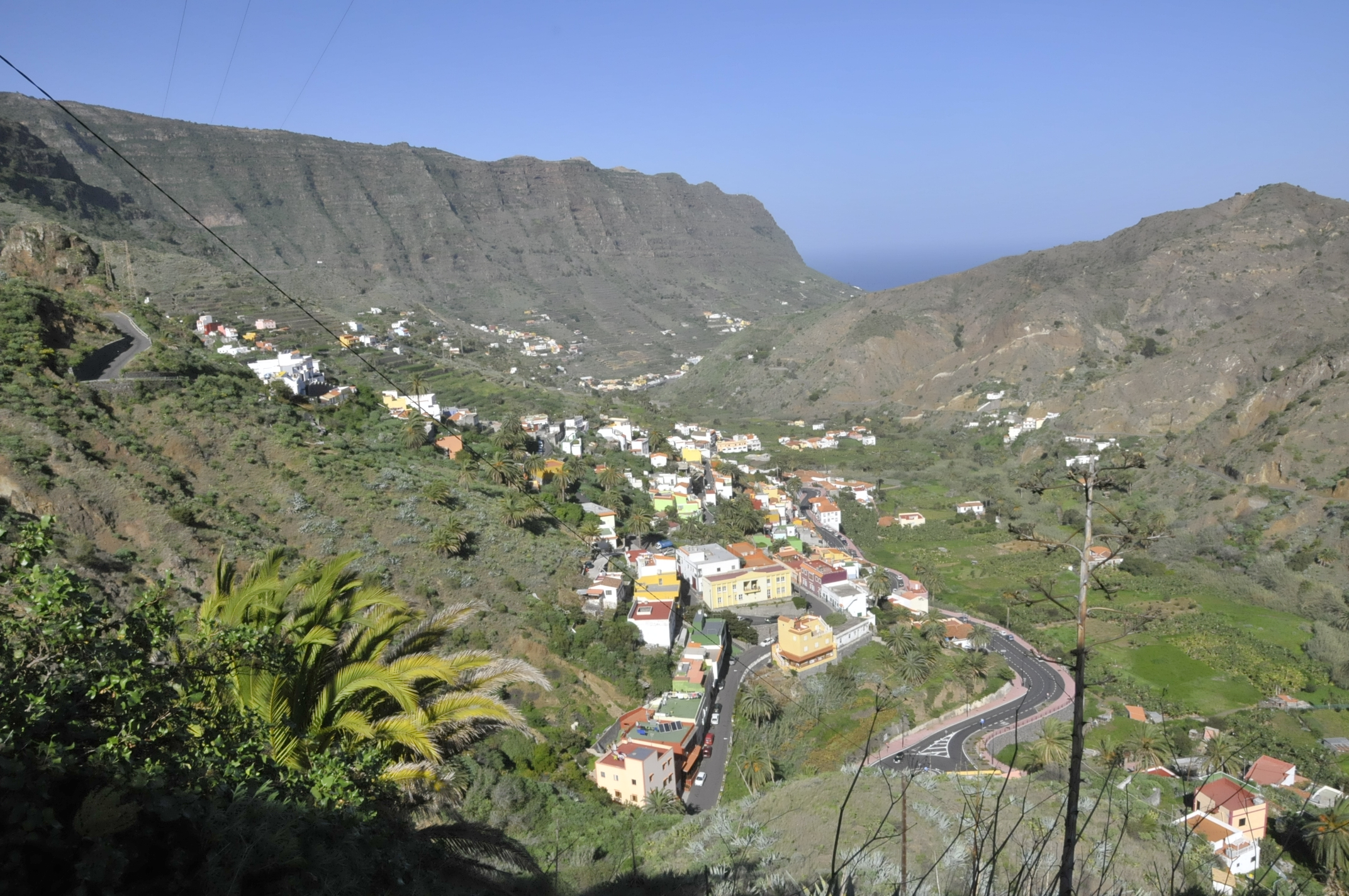
Hermigua an der Nordküste

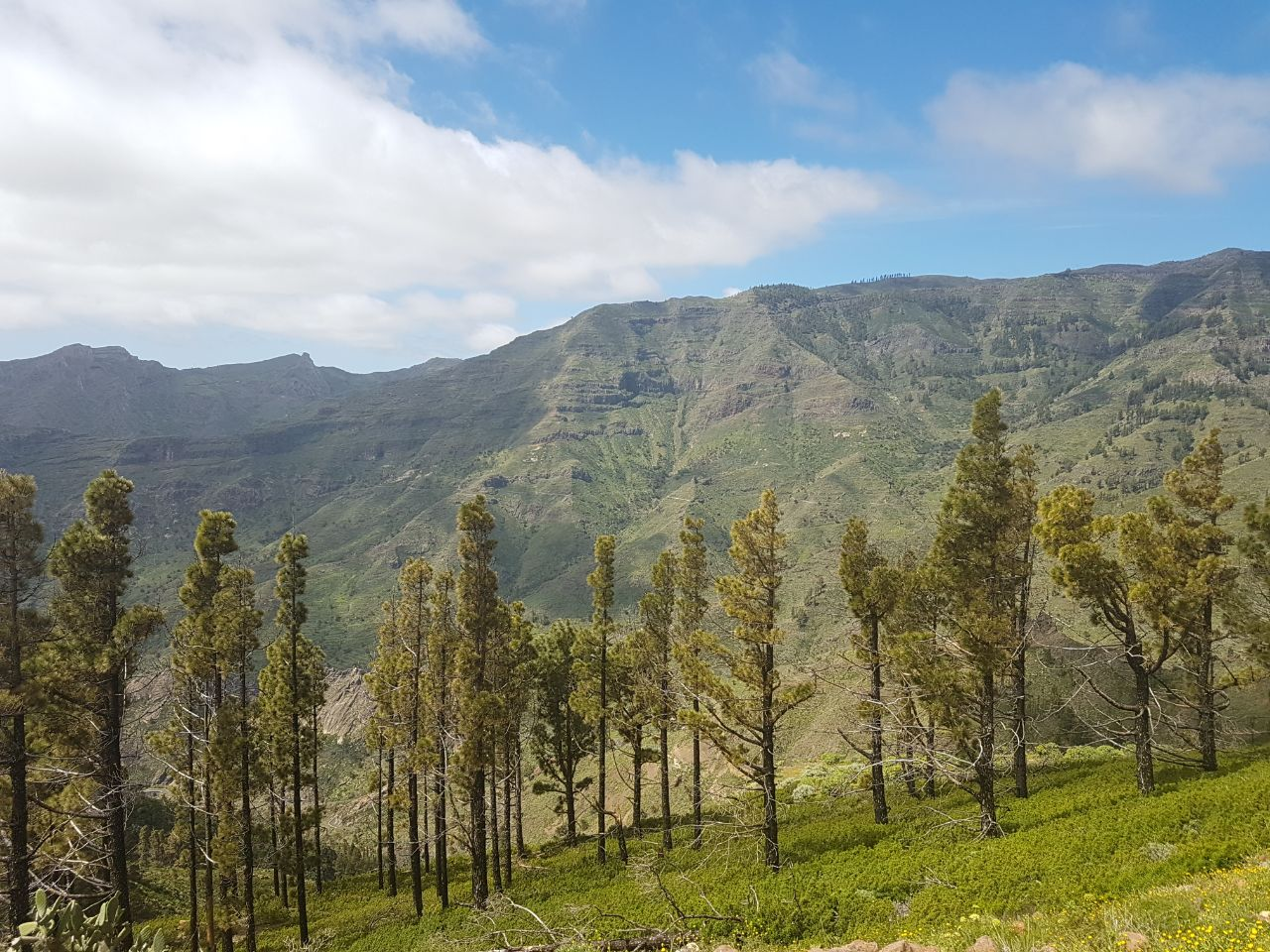
Bergkette und Vegetation auf La Gomera

La Gomera ist nach El Hierro die zweitkleinste der sieben Hauptinseln des Kanarischen Archipels im Atlantischen Ozean. Sie gehört zur spanischen Provinz Santa Cruz de Tenerife.

## Geografie
Die Insel La Gomera liegt rund 1300 Kilometer vom spanischen und 300 Kilometer vom afrikanischen Festland entfernt. Die Entfernung vom nächstgelegenen Fährhafen Los Cristianos auf Teneriffa beträgt 38 Kilometer. Mit einer Fläche von 369,76 km² hat die Insel einen Anteil von 4,94 Prozent an der Fläche aller Kanaren. Im Jahr 2024 hatte La Gomera 22.436 Einwohner was einer Bevölkerungsdichte von 61 Einwohnern pro km² entspricht.
Der 1487 Meter hohe Alto de Garajonay im Nationalpark Garajonay ist die höchste Erhebung der Insel.

### Geologie
La Gomera ist vulkanischen Ursprungs, etwa elf Millionen Jahre alt und besteht zum großen Teil aus poröser Lava, gelbem und rotem Aschentuff und Lapillituff, älteren schräg gestellten Basalten (wie an der Felswand Los Órganos an der Nordküste zu sehen) sowie jüngeren horizontalen Basalten. Der letzte Vulkanausbruch liegt etwa zwei Millionen Jahre zurück. La Fortaleza ist eine phonolithische Quellkuppe (Kryptodom). Einige Vulkanschlote bestehen aus Trachyt. Teile der Insel sind abgesenkt und vom Meer oder durch Wasser und Wind abgetragen. Kerbtäler (barrancos) schneiden tief ein und münden in Muldentäler (valles) mit Sedimentböden. Die Verwitterung ist durch das feuchte Klima fortgeschritten; zurück bleiben schwer lösliche Eisen- und Aluminiumoxide.

## Vegetation
La Gomera besitzt mehrere Vegetationszonen. Aufgrund der Höhenunterschiede zeigen sich hier verschiedenartige Mikroklimata. Im Norden der Insel finden sich ab 500 Meter Höhe Lorbeerwälder und immergrüne Farne. Oberhalb einer Höhe von 1000 Metern gehen sie fließend in die Fayal-Brezal-Formation über, einen Heidemischwald aus Gagelbaum (faya) und Baumheide (brezo). Im regenarmen Süden der Insel dominieren neben verschiedenartigen kargen Sträuchern der Phönizische Wacholder, Dickblattgewächse der Gattung Aeonium und die Kanarenpalme. In Küstennähe befinden sich vorwiegend Pflanzen, die auf die salzhaltige Brise des Meeres angewiesen sind, zum Beispiel der Strandflieder, diverse Wolfsmilchgewächse, Agaven und Feigenkakteen. Inmitten La Gomeras liegt der Nationalpark Garajonay, der rund 10 Prozent der Inselfläche bedeckt. Sein Ökosystem steht seit 1986 als Weltnaturerbe unter dem Schutz der UNESCO. Die Wälder im Park sind Lorbeerwälder (Laurisilva), die aufgrund der fehlenden Eiszeit hier noch existieren. Das Herzstück des Nationalparks besteht aus immergrünem, subtropischem Nebelwald mit bis zu zwei Meter hohen Farnen, von den Bäumen hängenden langen Bartflechten, mit Moos bewachsenen Ästen und Bächen mit einigen wenigen Wasserfällen.
Waldbrände
- 1984 kam es zu großflächigen Waldbränden, die mehrheitlich auf die Bestände der Kanarischen Kiefer beschränkt blieben, allerdings gab es wegen der raschen Ausbreitung über 20 Todesopfer.
- Im August 2012 betraf erneut ein Großbrand die Insel, begünstigt durch einen sehr trockenen Winter und Frühling, der etwa 40 km² zerstörte. Betroffen waren auch erhebliche Teile des Nationalparks und des Lorbeerwaldbestands.

## Klima
Klimatisch trennt sich die Insel in die trockene Süd- und die von Passatwinden mit feuchter Luft versorgte, fruchtbare Nordhälfte. Zur Wasserversorgung der in Terrassen an den Berghängen angelegten Feldflächen werden Regen und kondensierendes Wasser in Reservoirs aufgefangen und an die Bewohner verteilt. Neben Bananen werden auch Kartoffeln, Tomaten und Wein angebaut.
|                                         | Jan | Feb | Mär | Apr | Mai | Jun | Jul | Aug | Sep | Okt | Nov | Dez |
| --------------------------------------- | --- | --- | --- | --- | --- | --- | --- | --- | --- | --- | --- | --- |
| Durchschnittliche Höchsttemperatur (°C) | 21  | 21  | 22  | 23  | 24  | 25  | 27  | 29  | 28  | 26  | 24  | 22  |
| Durchschnittliche Tiefsttemperatur (°C) | 15  | 15  | 15  | 16  | 17  | 18  | 20  | 21  | 20  | 19  | 18  | 16  |
| Durchschnittlicher Niederschlag (mm)    | 18  | 24  | 14  | 7   | 2   | 0   | 0   | 0   | 10  | 13  | 18  | 27  |
| Durchschnittliche Anzahl Regentage      | 6   | 4   | 3   | 2   | 2   | 1   | 0   | 0   | 2   | 5   | 6   | 7   |
| Durchschnittliche Wassertemperatur (°C) | 19  | 18  | 18  | 18  | 19  | 20  | 21  | 22  | 23  | 23  | 21  | 20  |

## Natürliche Symbole der Insel
Natürliche Symbole der Insel La Gomera sind die Lorbeertaube (Columba junoniae) und die Indische Persea (Persea indica).

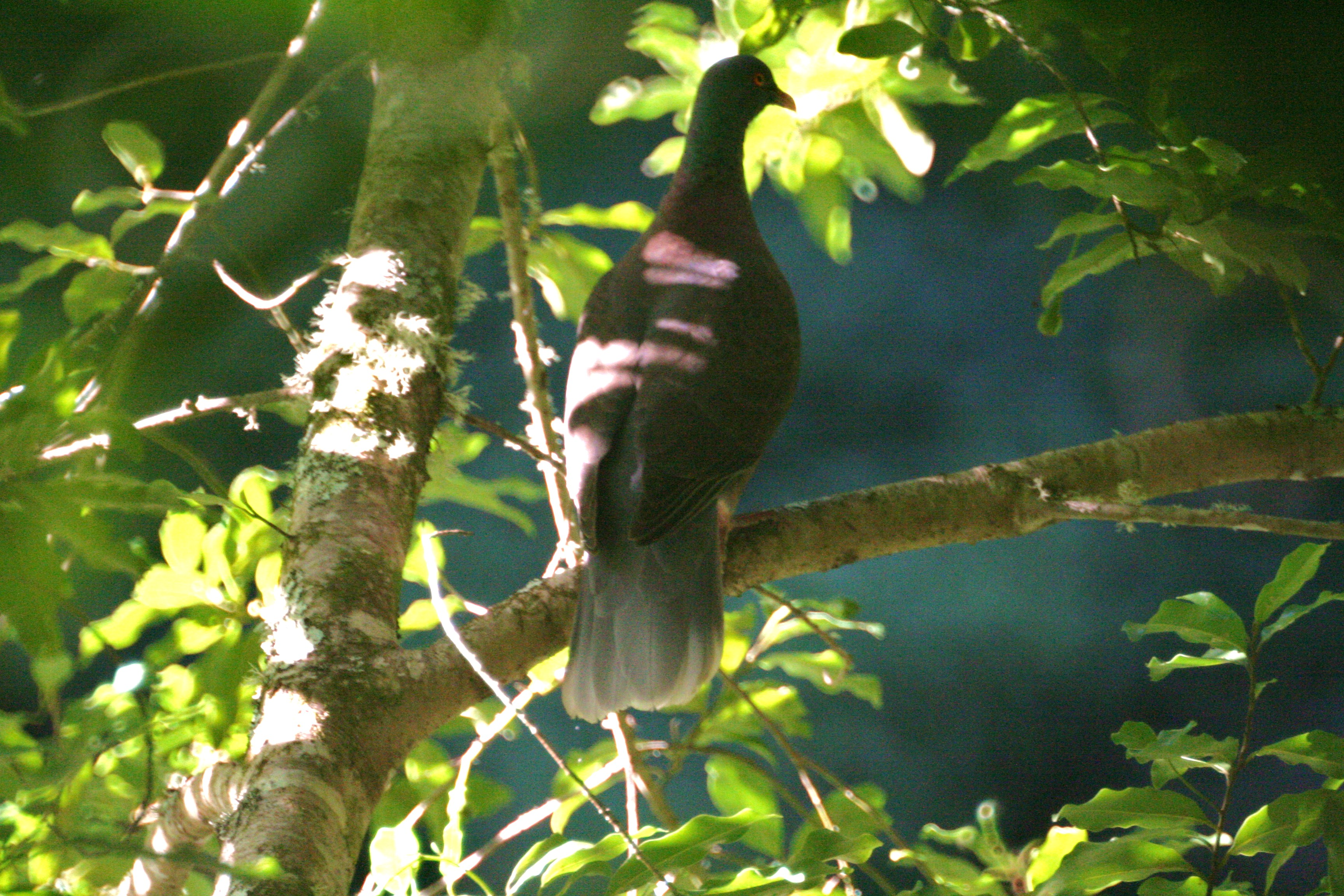
Lorbeertaube
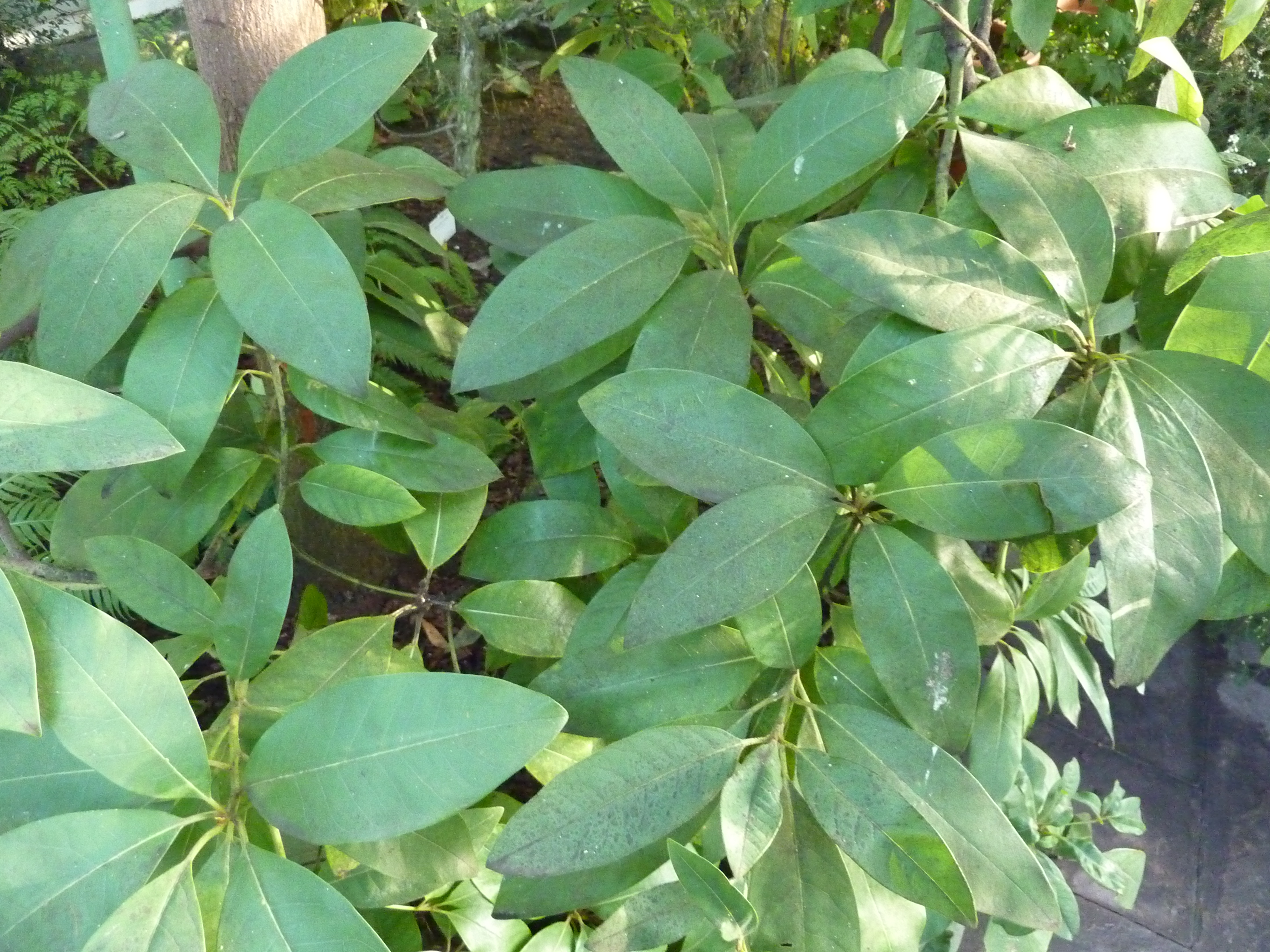
Indische Persea

## Geschichte

### Erste Besiedlung
Das bisher älteste Fundstück, das darauf hinweist, dass La Gomera im 1. Jahrhundert n. Chr. besiedelt war, stammt von der Fundstelle „El Lomito del Medio-1“ (Casas Cáidas, San Sebastián de La Gomera). Auf den Kanareninseln Lanzarote und Teneriffa ist die Anwesenheit von Menschen seit der Mitte des 10. Jahrhunderts v. Chr. nachgewiesen. Zu dieser Zeit hatten nur die Phönizier Schiffe, die die technischen Voraussetzungen für eine Hin- und Rückreise aus dem Mittelmeergebiet erfüllten. Die archäologischen Fundstücke von Buenavista (Teguise / Lanzarote) weisen auf phönizisch / punische Herkunft hin. Die Theorie, dass ausreichend viele Bewohner der nahen afrikanischen Küste auf gut Glück in einer „Arche-Noah-Aktion“ auf die Inseln gelangten, wird von Historikern heute als sehr unwahrscheinlich abgelehnt. Um die Besiedlung der Kanarischen Inseln zu erklären, wurde seit den 1980er-Jahren, auf der Grundlage von archäologischen Funden die „hipótesis mediterránea“ (mittelmeerische Hypothese) formuliert. Sie besagt, dass phönizisch-punische und später römische Seefahrer vermutlich zu verschiedenen Zeiten Menschen auf den Inseln ansiedelten, die aus dem „Círculo del Estrecho“ stammten. Als „Círculo del Estrecho“ (englisch Circle of the straits) wird die ausgedehnte geopolitische Zone bezeichnet, die sich über den äußersten Süden der iberischen Halbinsel und den westlichen Teil der nordafrikanischen Küste am Übergang des Atlantischen Ozeans zum Mittelmeer erstreckt.
Die Gründung von Kolonien auf den Kanarischen Inseln war für die Punier aus mehreren Gründen interessant: Es waren strategisch wichtige Gebiete, die reich an potenziell nutzbaren Ressourcen waren. Diese zu kontrollieren und zu nutzen, begünstigte die karthagische Vormachtstellung. Sie boten die Gelegenheit, überschüssige Bevölkerung zu verlegen und soziale Spannungen zu vermeiden. Das waren die Gründe für die Verschiebung von Nordafrikanern in die Siedlungskolonien an die afrikanische Atlantikküste. Mit der Ausdehnung Karthagos scheint auch das Interesse an den Kanarischen Inseln zugenommen zu haben. Der Reisebericht Hannos des Seefahrers aus dem 5. Jahrhundert v. Chr. beschreibt die Gründungen von phönizisch-punischen Siedlungen an der Westküste Afrikas. Von der Besiedlung der Kanarischen Inseln wird nicht berichtet, das schließt sie aber nicht aus.
Im 1. Jahrhundert n. Chr. entstand in Nordwestafrika unter der Schirmherrschaft Roms das Königreich Mauretanien. König Juba II., der in Rom aufgezogen worden war, betrieb eine Politik der Siedlungsgründung. Er ließ Anlagen zur Herstellung von Purpur und zum Einsalzen von Fisch an der Westküste Marokkos einrichten. Plinius berichtet, dass Juba II. nach dem Jahr 25 v. Chr. die Fortunatae insulae, wie die Römer die Kanarischen Inseln nannten, erforschen ließ. Auf die Zeitenwende datierte Funde von verschiedenen Inseln deuten auf eine enge wirtschaftliche Verbindung der Kanarischen Inseln mit dem Mittelmeerraum hin. Die intensive und lang anhaltende Verbindung mit der alten mittelmeerischen Welt wurde durch die Römische Reichskrise des 3. Jahrhunderts beendet. Zu dieser Zeit gerieten die Kanarischen Inseln immer mehr in die Isolation. Das führte schließlich dazu, dass die Einwohner der Inseln, die über keinerlei Kenntnisse des Schiffbaus und der Nautik verfügten, nicht einmal Verbindungen zwischen den Inseln unterhalten konnten.

### Zeit der isolierten Entwicklung
In der Zeit zwischen dem 4. und dem 14. Jahrhundert entwickelten die Ureinwohner aller Kanarischen Inseln jeweils eine eigenständige Kultur. Die Kultur der Gomeros hatte die gleichen Grundlagen wie die der Altkanarier auf den anderen Inseln. In etwa tausend Jahren entwickelten sich Eigenarten, die eine getrennte Betrachtung der Kulturen der verschiedenen Inseln erfordert.
Zu Beginn des 15. Jahrhunderts war die Insel in vier Herrschaftsbereiche geteilt. Trotz dieser Teilung kamen die Gomeros regelmäßig zu Besprechungen und Versammlungen zusammen, bei denen auch Feste gefeiert wurden. Diese Treffen fanden offenbar jeweils zwischen den Bewohnern zweier Stämme statt. Zwischen dem Stamm der Hipalán und dem der Mulagua gab es eine Vereinbarung, dass die Hipalán ihre Ehepartner nur unter den Mulagua suchen durften und umgekehrt.

### Wiederentdeckung der Kanarischen Inseln im 14. Jahrhundert
Die älteste Nennung des Namens Gomera für diese Insel ist „Gommaria“ auf der Karte des Angelino Dulcert, die 1335 auf der Insel Mallorca erschien.
Im Jahr 1341 schickte der portugiesische König Alfons IV. eine aus drei Schiffen bestehende Expedition zur Erforschung und u. U. Eroberung zu den Kanarischen Inseln. Der Navigator der Expedition, der Genuese Niccoloso da Recco (1327–1367), berichtete, dass es auf La Gomera viele Bäche mit hervorragendem Wasser und in den Wäldern wohlschmeckende Tauben und andere Vögel gäbe. Die Expedition kehrte nach Portugal zurück, ohne den Versuch gemacht zu haben, die Inseln zu erobern.
Während des 14. Jahrhunderts gelangten immer wieder Seeleute und Piraten nach La Gomera. Sie beschränkten sich bei ihren Aufenthalten auf die Versorgung mit Holz und Harz oder den Fang von Vieh und von Menschen, um sie als Sklaven zu verkaufen. Es gibt keine Berichte über Missionsbemühungen auf La Gomera vor dem 15. Jahrhundert.

### Entwicklung unter der Herrschaft der Krone von Kastilien
Jean de Béthencourt bis Hernán Peraza
Das Recht, die Insel zu erobern, um sie danach als Lehensmann des Königs zu beherrschen, gewährten die Könige von Kastilien nacheinander verschiedenen Personen. Um das Herrschaftsrecht zu erhalten, wurden zeitweise übertriebene Angaben über den tatsächlichen Stand der Unterwerfung der Gomeros und über den Stand ihrer Christianisierung gemacht.
Im Jahr 1402 begannen die französischen Adeligen Jean de Béthencourt und Gadifer de La Salle, auf den Kanarischen Inseln Handelsstationen und europäische Siedlungen zu gründen. Als sie feststellten, dass ihre eigenen Mittel dafür nicht ausreichten, unterstellte sich Jean de Béthencourt König Heinrich III. von Kastilien, in dessen Namen er die Bevölkerung der Inseln der Herrschaft der Krone von Kastilien unterwerfen sollte. Die Franzosen besuchten Gomera zweimal, jeweils unter dem Befehl Gadifer de La Salles. Beim ersten Mal wollten sie ihre Wasservorräte auffüllen. Die Chronik Le Canarien, in der zwei französische Kleriker die Ereignisse der französischen Expedition aufzeichneten, berichtet darüber, dass die Franzosen, kaum dass sie die Insel betreten hatten, durch die Ureinwohner angegriffen wurden und sich zurückziehen mussten. Beim zweiten Mal wird die Insel als kleeblattförmig beschrieben mit außerordentlich großen und tiefen Barrancos, bewohnt von vielen Menschen, die eine der eigenartigsten Sprachen benutzten. Das ist sicher eine Anspielung an das Kommunikationssystem Silbo, das die Gomeros bis heute erhalten haben. Die Franzosen machten keine Versuche, La Gomera zu besetzen oder zu erobern.
Im Dezember 1405 verließ Jean de Béthencourt die Kanarischen Inseln und kehrte nach Frankreich zurück. Die Verwaltung der eroberten Inseln überließ er seinem Verwandten Maciot de Béthencourt. Am 15. November 1418 übertrug Maciot de Béthencourt das Recht auf die Eroberung und Herrschaft über die Kanarischen Inseln im Namen Jean de Béthencourts unwiderruflich an Enrique de Guzmán, den Grafen von Niebla. Maciot de Béthencourt scheint im Jahr 1420, als Vertreter des Grafen von Niebla, einen Versuch gemacht zu haben, La Gomera zu erobern. Genauere Einzelheiten darüber sind nicht bekannt.
Im Jahr 1420 erhielt Alfonso de las Casas von König Johann II. alle Rechte an den bisher noch nicht eroberten Inseln. Dazu zählte neben Gran Canaria, La Palma und Teneriffa auch La Gomera.
Familie Peraza
Die Besetzung der Insel geschah im Verlauf der Jahre 1445 bis 1447 durch Hernán Peraza den Älteren. Die politisch-militärische Geschichte beschränkte sich auf die juristische Fiktion, dass La Gomera eine „Isla de Señorío“ unter der Herrschaft der Krone von Kastilien sei. Die Portugiesen unterhielten mit drei Stämmen im Norden der Insel gute Kontakte, während Hernán Peraza, der seit 1447 die Befestigungsanlage Torre de San Sebastián de La Gomera bauen ließ, mit der Unterstützung der Ureinwohner des Stammes der Hipalán rechnen konnte. Nach internationalen Vereinbarungen von 1454 verzichten die Portugiesen einstweilig auf die Kontrolle der Inseln und räumten die von ihnen angelegten Stützpunkte.
Hernán Peraza Martel (Hernán Peraza der Ältere) starb 1452. Seine Erbin Inés Peraza de las Casas war mit Diego García de Herrera y Ayala verheiratet und Mutter mehrerer Kinder. Wegen der Unsicherheit der Herrschaft übernahmen sie und ihr Mann erst 1454 nach einem Umzug von Sevilla nach Lanzarote die tatsächliche Herrschaft über die Insel. Im Jahr 1477 wurde die Herrschaft über La Gomera dem zweitältesten Sohn Hernán Peraza (dem Jüngeren) übergeben, der sich auf Gomera niederließ. Am 26. Mai 1478 bezeichneten die Königin und der König von Kastilien Hernán Peraza in einem Brief als Herren der Insel La Gomera. Er erweiterte das Abkommen mit dem Stamm der Hipalán durch die Einbeziehung des Stammes der Mulagua und begann daraufhin Gomeros der anderen Stämme zu versklaven, „obwohl sie Christen waren, die Sakramente erhielten und den Zehnt auf die Ernten und die Tierhaltung entrichteten.“ Das führte zu Aufständen der Ureinwohner auf der Insel. Auf die Bitte Hernán Perazas kam im Jahr 1484 Pedro de Vera mit einigen hundert Männern auf zwei Karavellen von Gran Canaria nach San Sebastián de La Gomera, weitere Schiffe zur Verstärkung kamen von Fuerteventura. Pedro de Vera fand Hernán Peraza belagert von aufständischen Gomeros. Die im Kampf um die Insel Gran Canaria erfahrenen Soldaten Pedro de Veras nahmen nach kurzer Zeit einen großen Teil der Aufständischen gefangen. Pedro de Vera kehrte mit mehr als zweihundert Gomeros als Sklaven nach Gran Canaria zurück. Der Bischof der Kanarischen Inseln Juan de Frías protestierte gegen das gewalttätige Vorgehen. Pedro de Vera rechtfertigte sein Vorgehen, vermutlich 1486, vor einem Gerichtshof in Sevilla. Von den Sklaven von La Gomera wurde nicht mehr gesprochen.
Ermordung Hernán Perazas
Im Jahr 1488 wurde Hernán Peraza (der Jüngere) getötet, als er sich bei seiner Geliebten Yballa, einer Ureinwohnerin Gomeras befand. Der Tod des Herren der Insel war der Auftakt zu einem Aufstand, der nicht von allen Ureinwohnern unterstützt wurde. Die Hipalán, auf deren Gebiet San Sebastián de La Gomera lag, schlossen sich nicht an. Sie ermöglichten der Witwe des Ermordeten, die sich mit ihren Kindern in die Torre del Conde in San Sebastian geflüchtet hatte, die Kommunikation mit der Königin und dem König von Kastilien, mit Inés Peraza, der Mutter des Ermordeten auf Lanzarote und Pedro de Vera, dem Gouverneur von Gran Canaria, der bereits vier Jahre vorher auf La Gomera eingegriffen hatte. Die Königin und der König von Kastilien ordneten am 4. März 1489 an, dass Pedro de Vera die Witwe Beatriz de Bobadilla und ihre Schwiegermutter dabei unterstützen solle, die Bürger zu strafen, die sich gegen ihren Herren Hernán Peraza erhoben und ihn ermordet hatten. Pedro de Vera kam im Frühjahr 1489 mit 400 altgedienten Soldaten auf sechs Schiffen nach La Gomera. Nach einer Beratung zwischen ihm und Beatriz de Bobadilla wurden alle Gomeros aufgefordert in San Sebastián an einer Trauerfeier für den verstorbenen Hernán Peraza teilzunehmen. Es fanden sich viele Unvorsichtige ein. Das zeigte, dass sich die Gomeros nicht zusammen als im Kriegszustand befindlich ansahen. Pedro de Vera verkündete, dass alle Mitglieder der Stämme der Orone und Agana für den Mord an ihrem Herren verantwortlich und als Verräter zum Tod verurteilt seien. Daraufhin wurde das Urteil vollstreckt und etwa 500 Männer zum Teil auf bestialische Weise umgebracht. Die Frauen und Kinder wurden als Sklaven auf die anderen Inseln und nach Europa gebracht. Die genaue Zahl der verkauften Sklaven ist nicht bekannt, es müssen ungefähr vierhundert gewesen sein.
Der Verkauf der Sklaven in Europa verlief nicht problemlos. Mossèn Çalba, der Gouverneur der Insel Mallorca, die damals unter der Herrschaft der Krone von Aragonien stand, widersetzte sich dem Verkauf von 91 Gefangenen von Bord des Schiffes Santa Maria de la Antigua. Die durch den Gouverneur vorgebrachten Gründe waren einerseits das Fehlen einer ausdrücklichen Erlaubnis dafür und andererseits der Verdacht, dass sie Christen waren und nicht in einem „guten Krieg“ gefangen wurden. Der Bischof der Kanarischen Inseln Miguel López de la Serna informierte die Königin von Kastilien über die Gewalttaten an den Gomeros, ihren Untertanen, die Christen waren und frei wie alle Kastilier. Die Königin und der König von Kastilien ordneten, nachdem sie den Königlichen Rat gehört hatten, die Freilassung der Gefangenen an. Sie ernannten Pedro Díaz de Toledo y Ovalle den Bischof von Málaga und Miguel López de la Serna, den Bischof der Kanarischen Inseln, zu Beauftragten für die Durchsetzung dieser Anordnung. Die Rückführung der versklavten Gomeros verlief sehr schleppend, weil an ihren Aufenthaltsorten ihre Herkunft meist unbekannt war. Königin Isabella ließ durch den Königlichen Rat einen Prozess gegen Pedro de Vera und Beatriz de Bobadilla eröffnen, ihnen wurde auferlegt, je eine halbe Million Maravedíes zu hinterlegen, um damit die gutgläubigen Käufer der zu Unrecht als Sklaven verkauften Gomeros zu entschädigen. Die Prozesse selbst verliefen allerdings ohne Ergebnis.

### Ende der Herrschaft der Grafen von Gomera
1837 wurde die Insel anstelle der einheimischen Grafenfamilie direkt der spanischen Krone unterstellt. Die meisten Gomeros blieben weiterhin schlecht bezahlte Pächter oder Tagelöhner auf den grundherrschaftlichen Plantagen. 1852 wurden die Kanaren zur Freihandelszone erklärt und damit als internationaler Warenumschlagplatz interessant.
Die auf den Opuntien lebenden Cochenille-Schildläuse lieferten begehrte und hoch gehandelte rote Farbstoffe. Mit der Erfindung synthetischer Farbstoffe brach kurze Zeit später die viel aufwändigere Cochenille-Produktion zusammen. Vor diesem Hintergrund wirtschaftlicher Not kam es Ende des 19. Jahrhunderts zur zweiten Auswanderungswelle, vor allem nach Kuba und Venezuela.
1974 gab es ersten regelmäßigen Fährverkehr zwischen Los Cristianos auf Teneriffa und San Sebastián de la Gomera.
1975 kam es nach dem Tod des spanischen Diktators Francisco Franco zu einer Demokratisierung unter dem spanischen König Juan Carlos. Die Canarios wählten erstmals ein regionales Parlament und erhielten eine eigene regionale Regierung. Im Jahr 1982 erhielten die Kanaren den Autonomiestatus, unterteilt in die Provinzen Las Palmas und Santa Cruz de Tenerife, zu der La Gomera gehört.

## Verwaltung
La Gomera gehört zur spanischen Provinz Santa Cruz de Tenerife in der seit 1982 bestehenden Spanischen Autonomen Gemeinschaft Kanarische Inseln, und damit seit 1986 zur EU. Die Hauptstadt der Insel ist San Sebastián de La Gomera, die Landessprache ist Spanisch. La Gomera besitzt einen eigenen Inselrat, den Cabildo Insular, und ist in die sechs Gemeinden gegliedert. Präsident des Inselrats ist seit 1991 Casimiro Curbelo Curbelo (zuletzt 2015 wiedergewählt).

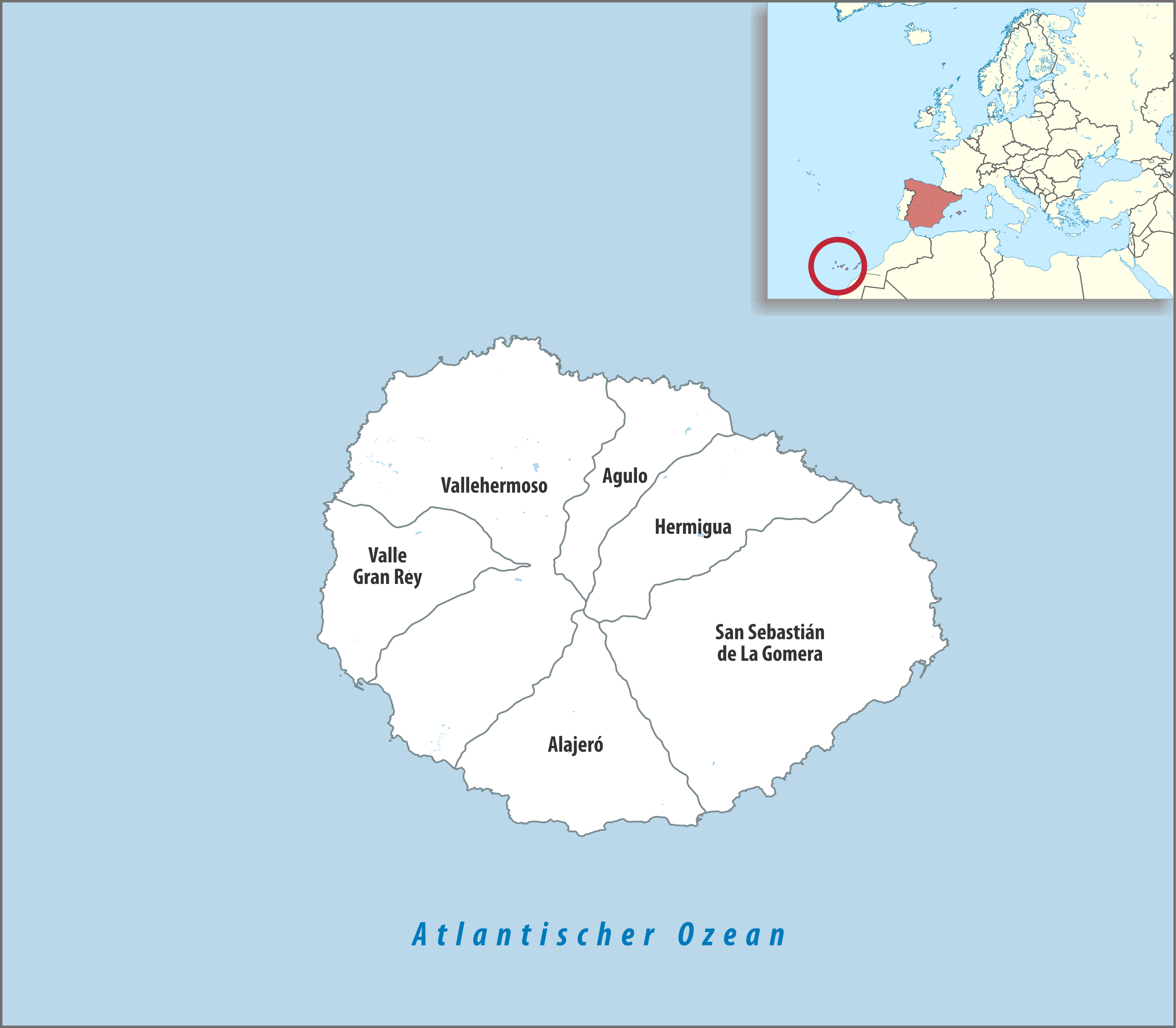
Gemeinden von La Gomera

| Gemeinde                   | Einwohner (2024) | Fläche km² | Dichte Einw./km² | Cod INE | Postleitzahl                             |
| -------------------------- | ---------------- | ---------- | ---------------- | ------- | ---------------------------------------- |
| Agulo                      | 1.108            | 25,39      | 44               | 38002   | 38830                                    |
| Alajeró                    | 2.071            | 49,42      | 42               | 38003   | 38810–38813                              |
| Hermigua                   | 1.887            | 39,67      | 48               | 38021   | 38820, 38829, 38890                      |
| San Sebastián de La Gomera | 9.562            | 113,59     | 84               | 38036   | 38811, 38813, 38880                      |
| Valle Gran Rey             | 4.854            | 32,36      | 150              | 38049   | 38852, 38869, 38870, 38879, 38892        |
| Vallehermoso               | 2.954            | 109,32     | 27               | 38050   | 38840, 38849, 38850, 38852, 38869, 38891 |
| La Gomera                  | 22.436           | 369,75     | 61               | –       | –                                        |

## Allgemeines
La Gomera gehört mit etwa elf Millionen Jahren zu den älteren der Kanarischen Inseln. Ihr vulkanischer Ursprung ist noch sehr gut sichtbar. Die Entstehungsgeschichte ist im Artikel Kanarische Inseln ausführlich beschrieben. Inmitten der Insel gedeiht der größte noch zusammenhängende Lorbeerwald der Erde. Mit den eng zusammenstehenden Vulkanschloten gehört er zum Nationalpark Garajonay, der UNESCO-Weltnaturerbe ist. Höchste Erhebung der Insel ist der gleichnamige Alto de Garajonay mit 1.487 Metern Höhe.
Zu den Besonderheiten La Gomeras gehört die weltweit nur hier existierende Pfeifsprache der Gomeros, El Silbo, die schon von den Ureinwohnern zur Verständigung genutzt worden sein soll. Sie hat den Vorteil, auch über große Distanz gehört zu werden, was den Gomeros zu einer einfachen Verständigung über ihre weiten Täler (Barrancos) verhalf und verhilft. Die UNESCO hat El Silbo 1982 auf die Liste der zu schützenden Weltkulturgüter gesetzt. Im September 1999 hat die kanarische Inselregierung an allen Grundschulen der Insel La Gomera El Silbo als Pflichtfach eingeführt, vorher war die Pfeifsprache Wahlfach.
Im bekanntesten Tal der Insel, dem Valle Gran Rey (Tal des großen Königs), gab es über viele Jahre Hippie-Kommunen, die zum Teil in Höhlen an einem Strand wohnten, der so genannten Schweinebucht. Heute wird die Schweinebucht noch zeitweise von einigen Aussteigern für einen preisgünstigen Urlaub genutzt.

## Wirtschaft
In den flachen Gebieten der Küstenregionen herrschen Bananenplantagen vor, deren kleine, schmackhafte Früchte aber nicht für den Export bestimmt sind. Weitere Landwirtschaft war weit verbreitet, da in höheren Lagen die in den Wintermonaten häufigen Regenfälle genutzt werden konnten und im Frühjahr geerntet wurde. Viele Anbauflächen liegen inzwischen brach, da in den 1960er und 1970er Jahren eine Landflucht stattfand. Auch einige entlegenere Dörfer sind verlassen.
Der traditionelle Fischfang verlor wegen der starken Überfischung an Bedeutung; eine große Fischfabrik wurde schon in den 1970er Jahren geschlossen.
Bei Spaniens Eintritt in die Europäische Gemeinschaft 1986 räumte man den Kanarischen Inseln einen Sonderstatus mit Absatzgarantie bei Bananen ein, der Ende 1995 auslief. Heute spielt die Landwirtschaft für den Eigenbedarf in den Tälern und auf wenigen der Terrassen mit Zitrusfrüchten, Obst, Gemüse und Wein noch eine Rolle.
Die nicht direkte Erreichbarkeit der Insel und das Fehlen klassischer Strände machen La Gomera für pauschalen Massentourismus unattraktiv. Stattdessen wird sanfter Tourismus gefördert, besonders in Form von Wandertouren. Daraus resultiert heute ein akzeptabler Wohlstand für die lokale Bevölkerung. Zudem konnten viele Orte der Insel ihren ursprünglichen Charakter erhalten.

## Energieversorgung

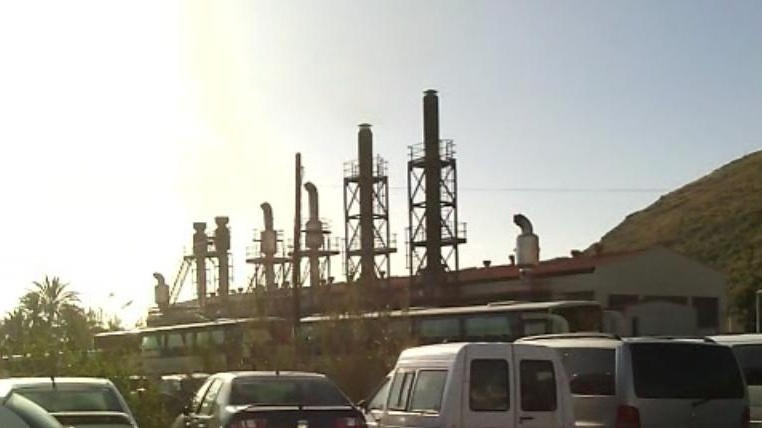
Elektrische Energieerzeugung – ölbetriebenes Kraftwerk in San Sebastián de La Gomera

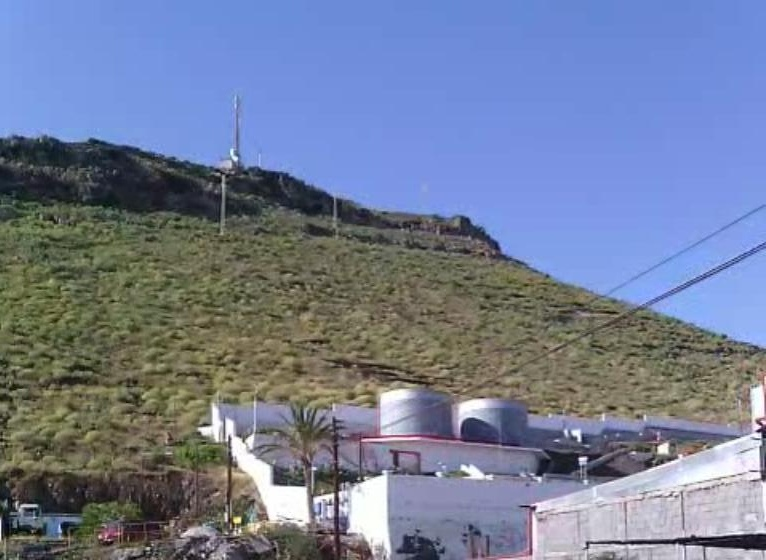
Öltanks des Kraftwerks

Die Stromversorgung auf La Gomera erfolgt seit 2023 durch fünf Windenergieanlagen vom Typ Enercon E-82 E4 mit je 2,35 Megawatt Leistung und 78 Meter Nabenhöhe.
Die Stromversorgung auf La Gomera erfolgte bis 2023 zum größten Teil über ein Dieselkraftwerk des spanischen Energieversorgungsunternehmens Endesa. Acht Aggregate – zwei davon mobil – lieferten in Summe 22,8 MW elektrische Leistung. Das Kraftwerk liegt im Industriegebiet von San Sebastián de La Gomera.

## Verkehr

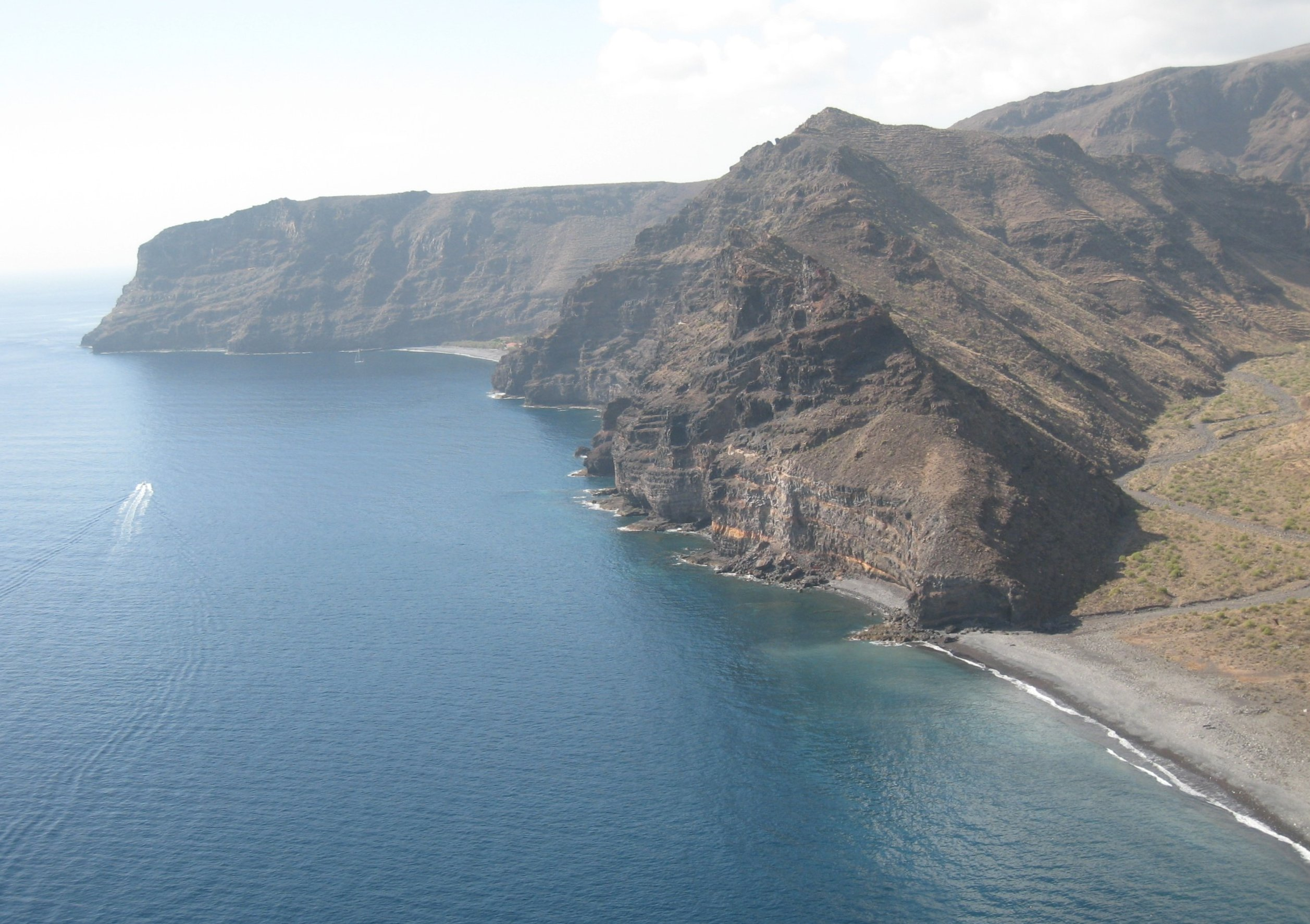
Südküste La Gomeras

### Straßennetz
Bis in die 1960er Jahre existierten zwischen den zumeist an der Küste gelegenen Orten kaum Straßenverbindungen. Alle Waren und Personen gelangten nur per Schiff in die Inselhauptstadt. Seitdem wurde das Straßennetz umfangreich ausgebaut. Da es kaum Küstenstraßen gibt, führen die Verbindungen zwischen den Orten meist über das Landesinnere.
Linienbusse, auf den Kanaren Guaguas genannt, bieten eine preisgünstige Verbindung aller größeren Gemeinden mit der Hauptstadt. Insgesamt verkehren mit Stand von 2018 acht Buslinien auf der Insel, welche die wichtigsten Ortschaften miteinander verbinden. Die meisten Busse fahren dreimal täglich; an Sonn- und Feiertagen gibt es eingeschränkte Fahrpläne. Im Juni 2018 wurden sieben neue Linienbusse in Betrieb genommen, welche überwiegend auf den Strecken Valle Gran Rey – San Sebastian und Alajeró – San Sebastian eingesetzt werden. Zudem wurde, ebenfalls im Juni 2018, eine direkte Verbindung von Valle Gran Rey nach Vallehermoso geschaffen.

### Fähren
La Gomera kann mit der Schnellfähre der Reederei Fred Olsen von Los Cristianos oder einer Autofähre der Reederei Naviera Armas erreicht werden.
Von November 2008 bis Februar 2009 bediente die Reederei Garajonay Express eine Schnellbootlinie zwischen Los Cristianos und Vueltas im Valle Gran Rey auf La Gomera, mit Zwischenstopps in San Sebastián de la Gomera und Playa Santiago im Süden der Insel. Im März 2009 übernahm die Reederei Fred. Olsen diese Linie. Seit 1. Februar 2012 ist sie eingestellt.
Im Oktober 2017 wurden neue Fährverbindungen nach Valle Gran Rey durch die Reedereien Fred Olsen und Naviera Armas aufgenommen. Die Fred-Olsen-Fähre, die von San Sebastian nach Playa Santiago und dann nach Valle Gran Rey fährt, hat Platz für 250 Personen. Ein Transport von Fahrzeugen ist nicht möglich, ausgenommen kleinere Motorräder oder Fahrräder. Mit der großen Autofähre der Reederei Armas konnte man von Los Cristianos direkt in das Valle Gran Rey fahren. Die knapp 100 Meter lange Fähre hatte Platz für 870 Passagiere und 220 Autos. Inzwischen wurde die Autofährverbindung zum Valle Gran Rey wieder eingestellt.

### Flugverkehr
Der erst im Jahr 1999 eröffnete neue Flughafen La Gomera liegt bei Playa Santiago in der Gemeinde Alajeró. Die Landebahn ist zu kurz für internationale Chartermaschinen, daher dient der Flughafen nur dem regionalen Verkehr. Die kanarische Fluggesellschaft Binter Canarias bietet regelmäßige Verbindungen nach Teneriffa-Los Rodeos an sowie einzelne Verbindungen nach Gran Canaria.

### Wanderwege
Für Wanderer gibt es ein ausgedehntes, überwiegend beschildertes Wanderwegenetz, das alle Inselteile – teils mit beträchtlichen Höhenunterschieden – miteinander verbindet.

## Dokumentation
- La Gomera & El Hierro. Ein Land vor unserer Zeit. Regie: Petra Maier, ZDF, Deutschland, 52 Minuten, 2022